# Tonciu (Mureș)
Tonciu (deutsch Tesch, ungarisch Tancs) ist ein Dorf in der Region Siebenbürgen in Rumänien. Es ist Teil der Gemeinde Fărăgău (Hötzeldorf). 

## Geografische Lage

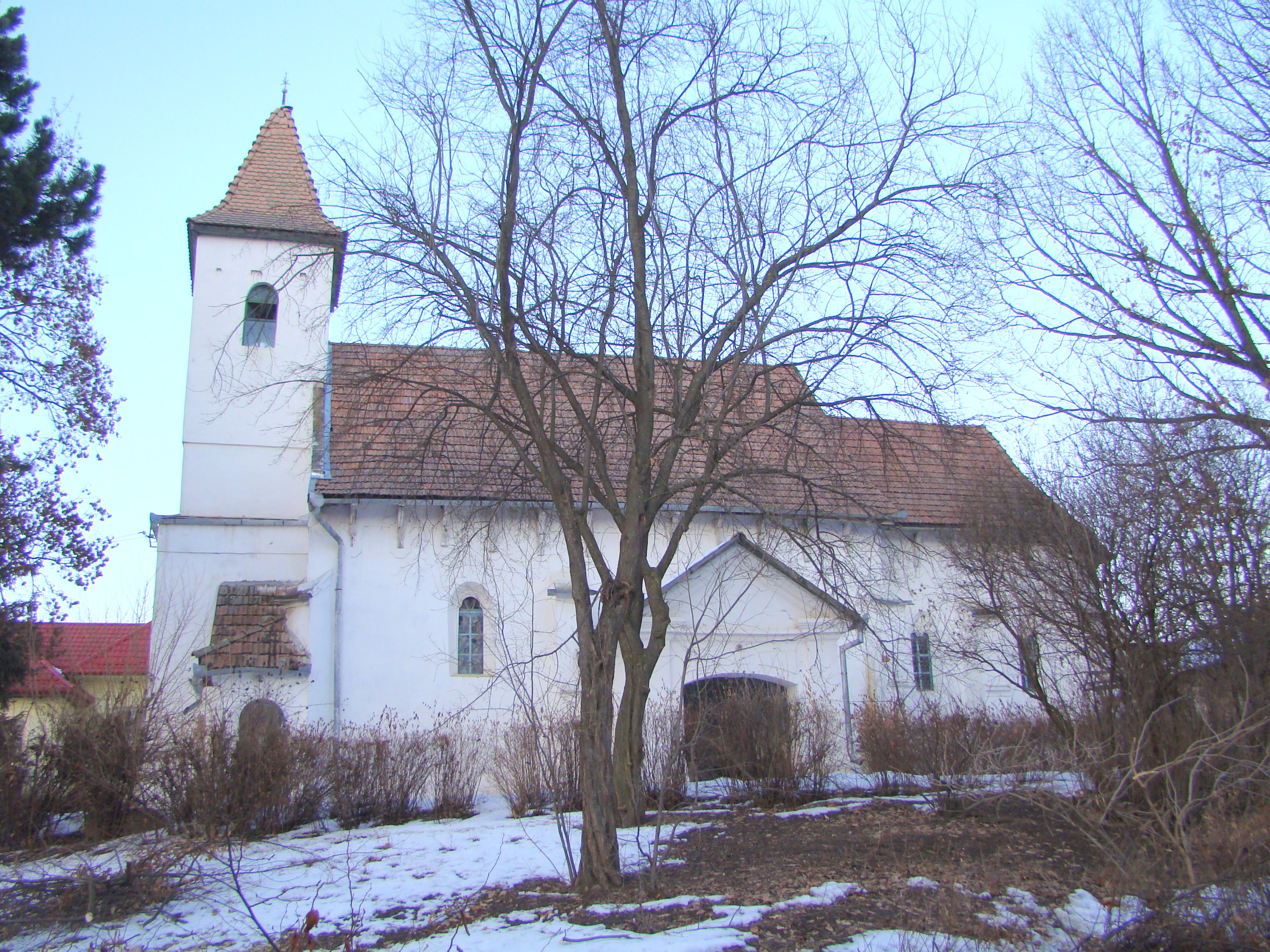
Reformierte Kirche

Tonciu liegt an der Kreisstraße (Drum judetean) DJ162A in der Siebenbürgischen Heide (Câmpia Transilvaniei) – Teil des Siebenbürgischen Becken – etwa sieben Kilometer nordöstlich vom Gemeindezentrum entfernt, im Westen des Kreises Mureș.

## Geschichte
1437 wurde das Dorf erstmals unter dem Namen Tats erwähnt. Nach der Zerstörung des Dorfes durch die Osmanen, siedelte der Adlige Krajnik rumänische Leibeigene hier an. Bis zum Friedensvertrag von Trianon gehörte Tonciu zum Bezirk Teke im Komitat Klausenburg und nach dem Zweiten Wiener Beschluss bis 1944 zum Komitat Maros-Torda.

## Bevölkerung
1992 gab es von 734 Einwohnern 468 Roma, 183 Magyaren und 83 Rumänen. 640 reformierte, 77 orthodoxe Einwohner. 2011 waren von 954 Einwohnern 641 Roma, 206 Ungarn und 86 Rumänen. 2021 wurden im Dorf 1.054 Menschen registriert.

## Sehenswürdigkeiten
Die reformierte Dorfkirche mittelalterlichen Ursprungs, wurde zwischen 1410 und 1450 errichtet und 1663 renoviert. Sie hat eine schön bemalte Kassettendecke und steht unter Denkmalschutz.